# Rais Ali
Pour les articles homonymes, voir Rais.
Le Raïs-Ali est une corvette dans la marine algérienne de la classe Nanuchka 2. C'est aussi le nom d'une famille oranaise connue

## Électronique
- 1 radar de veille surface Square Tie
- 1 radar de navigation Don 2
- 1 contrôle de tir Pop Group
- 1 contrôle de tir Muff Cob
- 1 IFF High Pole
- 2 IFF Square Head
- 2 (2*16) lance leurres PK.16
- 1 radiogoniomètre Cross Loop
- 1 détecteur radar Bell Tap

## Sister-ships
Issues de la même classe, la Marine algérienne compte aussi les corvettes Rais Hamidou et Salah Rais.

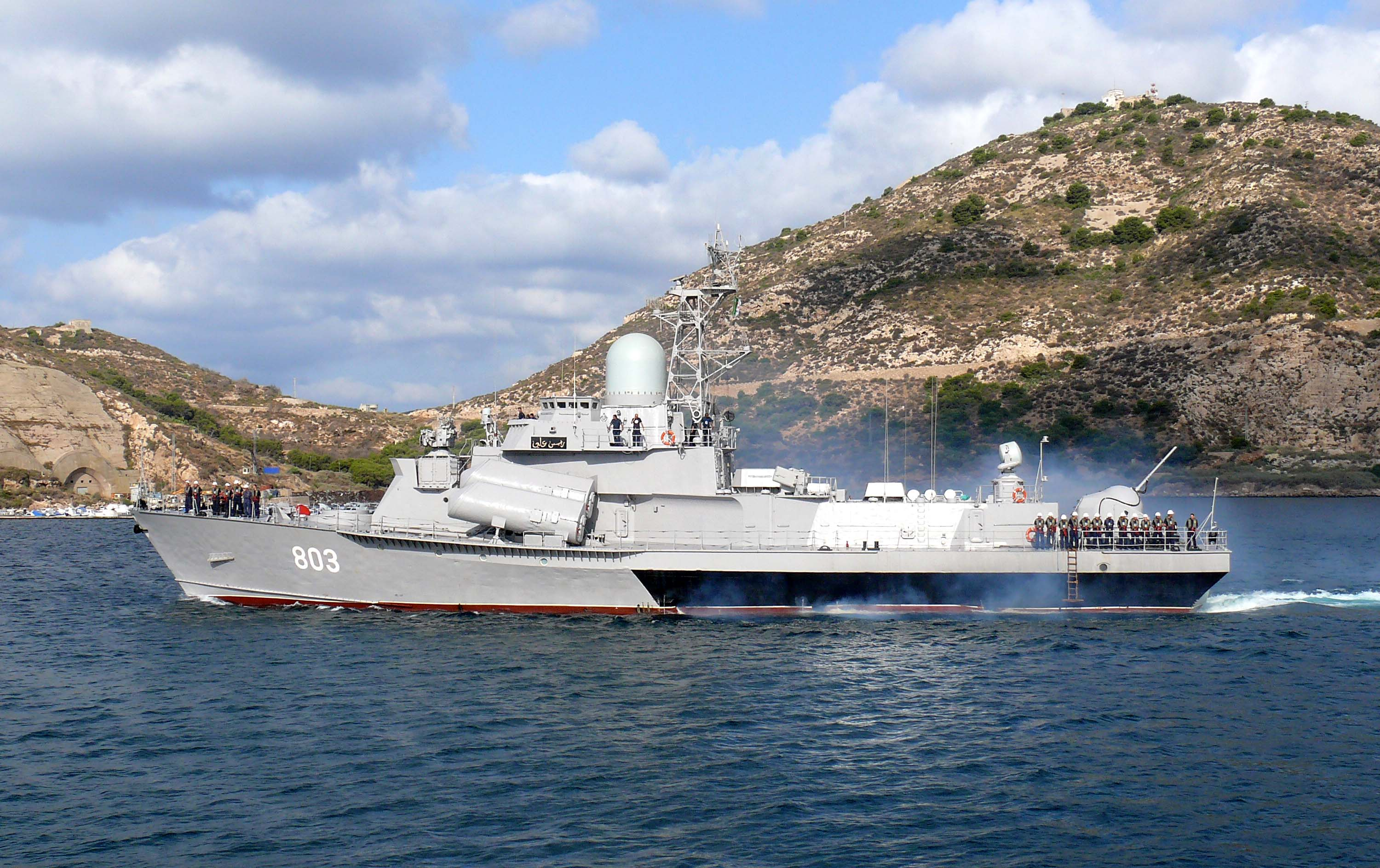
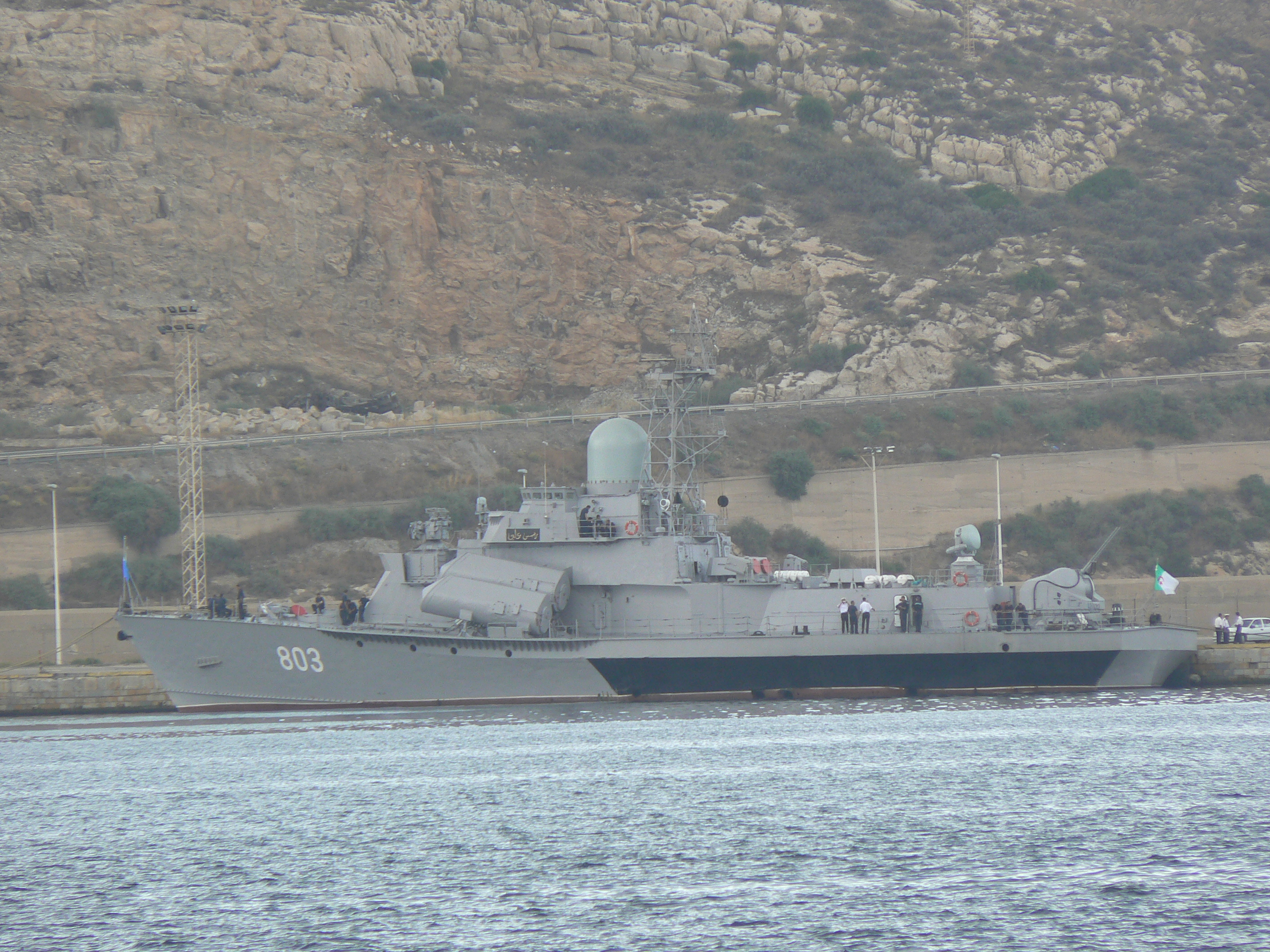